# إيلبونو
إيلبونو، (بالإنجليزية: Ilbono)، (سردينيا: Irbono) هي بلدية، في مقاطعة نوورو، في إقليم سردينيا الإيطالي، وتقع على بعد حوالي 80 كم (50 ميل) شمال شرق كالياري، وحوالي 9 كيلومترات (6 ميل) جنوب غرب تورتولو. يعتمد اقتصادها بشكل كبير على الصناعة الثقيلة.

## السكان
في سنة 1861 بلغ عدد السكان 1٬514 نسمة، وتطور العدد ليصل في سنة 2011 لـ 2٬207 نسمة.
يظهر هذا المخطط البياني تطور النمو السكاني لـ إيلبونو